# Batman hält die Welt in Atem
Batman hält die Welt in Atem (Originaltitel: Batman) ist ein US-amerikanischer Spielfilm aus dem Jahr 1966, der auf der klassischen Batman-Fernsehserie basiert. Regie führte Leslie H. Martinson, Lorenzo Semple Jr. schrieb das Drehbuch. William Dozier produzierte mit seiner Produktionsfirma und Greenlawn Productions sowie 20th Century Fox den Film, bei Fox liegen auch die Vermarktungsrechte. In den Hauptrollen der Comicverfilmung sind Adam West als Batman und Burt Ward als Robin zu sehen. Ihre Gegenspieler wurden von Cesar Romero, Burgess Meredith, Lee Meriwether und Frank Gorshin gespielt, die den Joker, den Pinguin, Catwoman und den Rätselknacker darstellen. Premiere feierte der Film am 30. Juli 1966 im texanischen Austin. In der Bundesrepublik Deutschland war der Film erstmals am 10. Februar 1967 zu sehen.

## Handlung
Das als dynamische Duo bekannte, Verbrecher bekämpfende Team Batman und Robin, alias Millionär Bruce Wayne und dessen Ziehsohn Dick Grayson, eilt alarmiert zu einer in den Gewässern vor Gotham City kreuzenden Luxusyacht. Doch bevor sie eingreifen können verschwindet das Schiff spurlos mitsamt seinem Passagier, dem exzentrisch naiven Commodore Schmidtlapp, und dessen geheimnisvoller neuer Erfindung. Stattdessen wird Batman von einem Hai attackiert, den er letztlich mit seiner umfangreichen Ausrüstung, in diesem Fall mit dem „Anti-Haifisch-Batspray“, bekämpfen und beseitigen kann, ehe das Tier auch noch explodiert.
Eine Einsatzbesprechung mit den höchsten Polizeibeamten Gothams, Commissioner Gordon und Chief O’Hara, sowie entsprechende Hinweise am Tatort führen schließlich zur Aufdeckung der Drahtzieher: die vier größten Feinde der maskierten Helden – der Joker, der Pinguin (in der deutschen Synchronisation „Pinguinmann“), Catwoman („Katzenweib“) und der Riddler („Rätselknacker“) – haben sich zusammengetan, um augenscheinlich die Weltherrschaft mit Schmidtlapps Patent an sich zu reißen.
Batman und Robin machen sich auf die Suche und können im weiteren Verlauf der Handlung die Bösewichte zwar in einem Hafenversteck aufstöbern, allerdings entkommen diese mit Hilfe einer zurückgelassenen Bombe, derer sich Batman nach einer schier endlosen Hatz durch den Hafen entledigen kann. Parallel dazu entwickelt sich in einer Nebenhandlung eine romantische Beziehung zwischen Bruce Wayne und der russischen Reporterin Kitanya Arezov, kurz „Miss Kitka“. Wayne und Grayson wissen allerdings nicht, dass Kitka in Wahrheit Catwoman ist. Auf diese Weise kommt sie an Informationen und kann in einem Fall sogar Wayne in einen Hinterhalt locken und entführen lassen.
Letztlich kommt das dynamische Duo zu spät, als das Verbrecherquartett seinen Plan durchführt: Schmidtlapps Erfindung ist ein Dehydratationsapparat, mit dem man einem Menschen sämtliches Wasser entziehen kann. Mit dem Apparat sowie einem U-Boot in Pinguinform dringen die Vier ins Hauptquartier der „Vereinigten Welt“, eine Organisation, die den Vereinten Nationen gleicht, ein und dehydratisieren die neun Mitglieder des Sicherheitsrates, sodass von diesen nur Staubhäufchen übrigbleiben. Diese werden in Reagenzgläser gefüllt, mitgenommen und anschließend als Druckmittel eingesetzt: erst bei Zahlung eines hohen Lösegeldes würde den Staatsmännern ihre ursprüngliche Form zurückgegeben werden.
Batman und Robin gelingt es allerdings nicht nur das Geheimnis der verschwundenen Yacht aufzudecken, sondern einer weiteren Todesfalle der Verbrecher zu entgehen. Letztlich bringen sie das U-Boot zum Auftauchen, können die Bösewichte in einer finalen Schlägerei bekämpfen und die Staubproben an sich bringen. Allerdings bringt der ebenfalls befreite Schmidtlapp durch seine Unachtsamkeit und ein Niesen diese durcheinander. In aufwendiger Kleinarbeit gelingt es Batman und Robin, die Proben wieder zu separieren und zu ordnen. Die letzte Szene zeigt allerdings, dass doch etwas durcheinander kam und die sich ständig streitenden Ratsmitglieder nun in der Sprache eines jeweils anderen Ratsmitglieds sprechen. Mit dem Zweckoptimismus möglicher Völkerverständigung ziehen sich Batman und Robin aus dem Raum zurück und begeben sich wieder auf Verbrecherjagd.

## Produktion

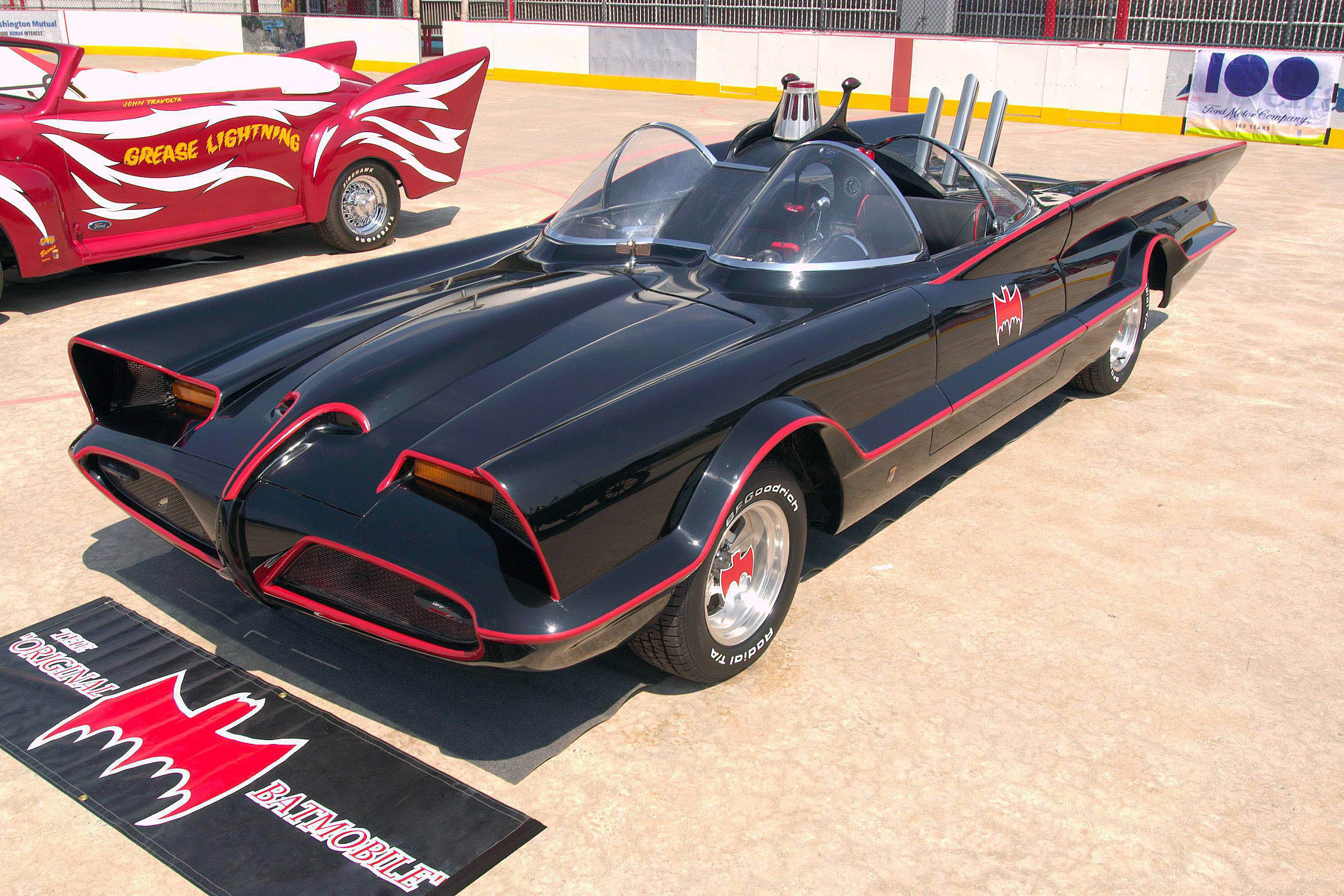
Das Batmobil

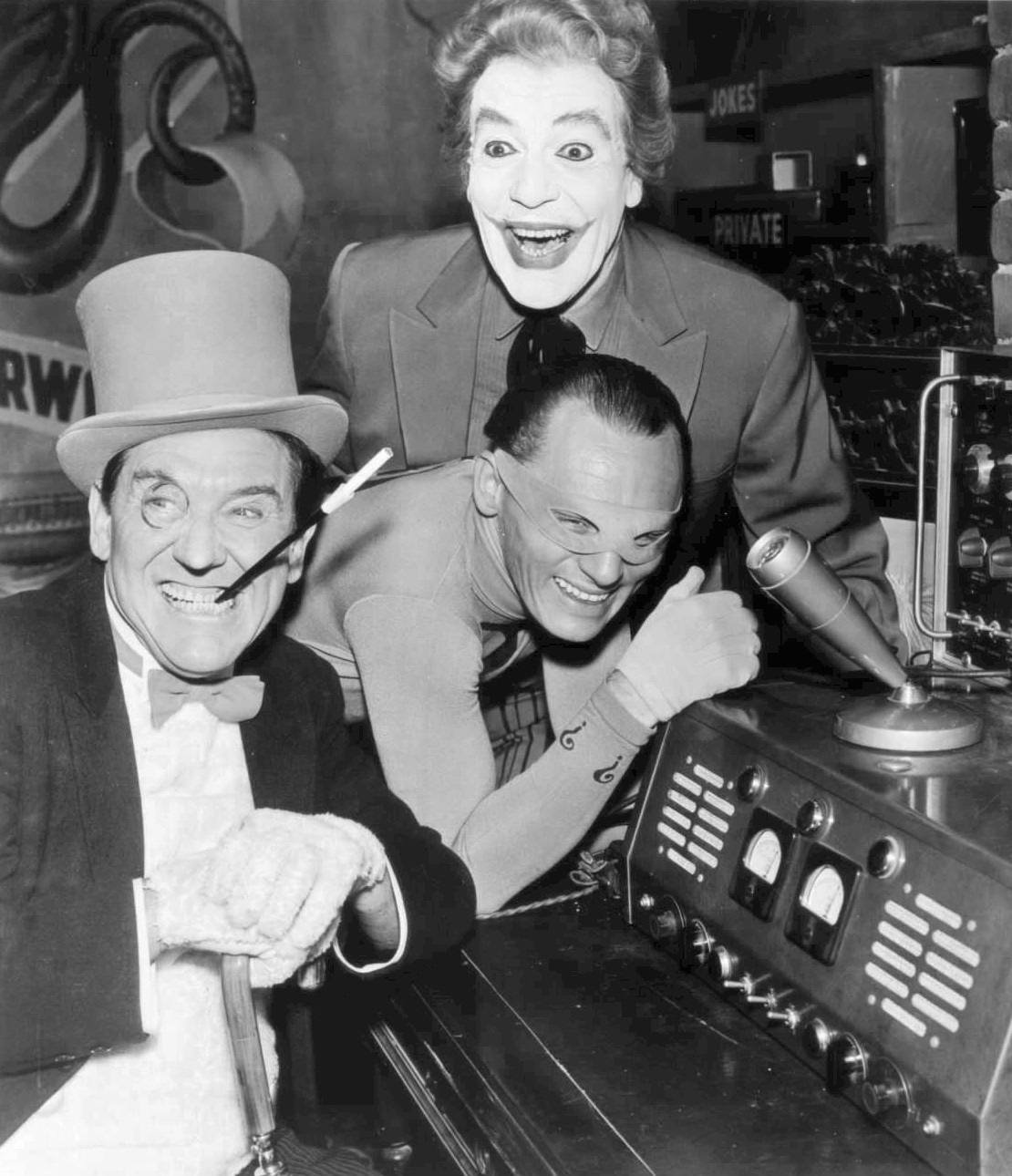
Burgess Meredith (links) als der Pinguin, zusammen mit Frank Gorshin als Riddler und Cesar Romero als Joker

Batman hält die Welt in Atem wurde in verschiedenen Teilen Kaliforniens gedreht: Im Griffith Park, in Century City, in Westwood, in Santa Barbara sowie in den Studios von Desilu und 20th Century Fox. Die Dreharbeiten liefen vom 25. April 1966 bis zum 31. Mai 1966. Das Filmbudget wird auf knapp 1,4 Millionen US-Dollar geschätzt.

## Kritiken
„Superdetektiv Batman und sein Gehilfe Robin kämpfen gegen vier nach der Weltherrschaft strebende Gangster, die mit Hilfe von Strahlen Menschen in Pulver verwandeln können. Der infantile Film nimmt, nicht ohne Überraschungseffekte und eine Spur gelegentlicher Ironie, das Motiv der alten TV-Serie wieder auf“

„Wackelnde Kulissen, ein Joker mit überschminktem Schnäuzer und Anti-Hai-Bat-Spray: Anders als bei The Dark Knight herrscht hier die bunte Naivität der Swinging Sixties. Groovy!“

„Eine Zumutung sogar für die Aufnahmebereitschaft der Kinder. Wenn der Streifen etwa nur als gelungener Werbegag einer Kinderspielzeugfabrik behandelt werden soll, dann gehört er nicht in das reguläre Programm. In der jetzigen Form ist er wegen seiner Primitivität abzulehnen.“

„‚Batman hält die Welt in Atem‘ macht Spaß. Es ist wundervoll anzusehen, wie Batman beispielsweise mit einer ewig tickenden Bombe durch ein Hafenviertel rennt und es nicht schafft, diese zu entsorgen; oder wenn bei einer Schlägerei im Bild die comichaften ‚Pows‘, ‚Bangs‘ und ‚Splashs‘ aufpoppen. Wer sich auf den Film einlässt, darf sich prächtig unterhalten sehen, einige andere hingegen werden mit dem bewusst albernen (und zwar in absolut allen Belangen) ‚Batman hält die Welt in Atem‘ nichts anfangen können. Aber gerade im Zuge der momentanen, modernen Superhelden-Hysterie ist dieser Film wieder sehr sehenswert und hat an etwas Aktualität noch mal dazugewonnen. Wer dem trashigen Humor nicht abgeneigt ist, kann mit ‚Batman hält die Welt in Atem‘ jedenfalls nicht viel falsch machen. Wer sich beim Lesen der Kritik und eingeflochtenen Zitate aber eher verwirrt an den Kopf kratzt, der sei besser damit beraten, einen Bogen um die Trash-Komödie zu machen.“

## Auszeichnungen
1972 gewann Leslie H. Martinson auf dem Giffoni Film Festival für den Film einen „Golden Gryphon“.

## Trivia
- Ursprünglich war der Streifen als Pilotfilm der Serie geplant. Letztlich wurde er dann verschoben und zwischen der ersten und zweiten Serienstaffel als Kinofilm gedreht, um die Serienpopularität auszunutzen.
- Die eigentliche Catwoman-Darstellerin, Julie Newmar, konnte nicht verpflichtet werden, da sie zeitgleich für eine andere Produktion unterschrieben und man sie außerdem im Vorfeld nicht über den Batman-Film informiert hatte. So kam nach Newmar (und später Eartha Kitt) nun Lee Meriwether als nunmehr dritte Darstellerin in dieser Rolle zum Zug. Sie spielte auch später in der Serie mit: als Lisa in der Doppelfolge Großer König vom Nil.
- Reginald Denny, der Darsteller des Commodore Schmidtlapp, hatte ebenfalls bereits in der Serie mitgewirkt. In der Doppelepisode Riddlers Ratten rauben Boris als König Boris. Es war gleichzeitig der letzte Film, an welchem der nur ein Jahr später verstorbene Denny mitwirkte.
- Milton Frome, den Darsteller des etwas einfältigen Vizeadmiral Fangschleister, sah man ebenfalls schon in der "Batman"-Serie: in der Doppelfolge High Noon in Gotham City mimte er Laughing Leo, einen der Handlanger von Shame (gespielt von Cliff Robertson).
- Das britische Sicherheitsratsmitglied schlägt mit seinem Schuh auf den Tisch während er redet. Dies ist eine Anspielung auf den damaligen sowjetischen Regierungschef Nikita Chruschtschow, welcher dies 1960 bei den Vereinten Nation ebenfalls tat.
- Der amerikanische Präsident (der ausschließlich von hinten zu sehen ist) sitzt in einem kleinen Zimmer mit drei Telefonen, zwei Sesseln (auf einem liegen zwei Basset Hound), während auf dem Boden ein einfacher Perserteppich liegt; die Wände sind bis auf das Wappen des Präsidenten der USA und zwei Wandleuchten leer. Gesprochen wurde der Präsident im US-amerikanischen Original von Van Williams, dem Darsteller des Superhelden The Green Hornet, welcher in dieser Rolle ebenfalls schon innerhalb der "Batman"-Serie zu sehen war.
- Der Film hatte seine deutsche Free-TV-Premiere am 25. Juli 1987 im ZDF im Rahmen des Wunschfilms.

## Synchronisation
Obwohl Film und Serie (in den USA) nahezu gleichzeitig gedreht und ausgestrahlt wurden, kam 1967 lediglich der Kinofilm auf den deutschen Markt. Wie in den 60er-Jahren üblich übersetzte man die Namen der Bösewichte.
Als die Batman-Popularität dann Ende der 1980er auch in Deutschland neu aufflammte (einerseits durch die Ausstrahlung des Films im deutschen Fernsehen als auch durch Tim Burtons Kinoverfilmung von 1989) synchronisierte man auch die Originalserie. Da die Sprecher des Films mittlerweile zu alt waren, wurden alle Rollen umbesetzt.
| Rolle                                       | Darsteller       | Synchronsprecher      |
| ------------------------------------------- | ---------------- | --------------------- |
| Batman / Bruce Wayne                        | Adam West        | Michael Chevalier     |
| Robin / Dick Grayson                        | Burt Ward        | Ulli Lommel           |
| Alfred Pennyworth                           | Alan Napier      | Helmut Heyne          |
| Commissioner James Gordon                   | Neil Hamilton    | Kurt Waitzmann        |
| Chief O’Hara                                | Stafford Repp    | Hans Wiegner          |
| Joker                                       | Cesar Romero     | Martin Hirthe         |
| Katzenweib / Selina Kyle                    | Lee Meriwether   | Eva Katharina Schultz |
| Der Pinguin / Oswald Chesterfield Cobblepot | Burgess Meredith | Hans Hessling         |
| Rätselknacker / Edward Nigma                | Frank Gorshin    | Harry Wüstenhagen     |
| Commodore Schmidtlapp                       | Reginald Denny   | Hugo Schrader         |